# Peltohyas australis
Peltohyas australis е вид птица от семейство Charadriidae, единствен представител на род Peltohyas.

## Разпространение
Видът е разпространен в Австралия.